# Colleen McCullough
Colleen Margaretta McCullough (poročena Robinson, prej Ion-Robinson), avstralska pisateljica, * 1. junij 1937, Wellington, Novi Južni Wales, Avstralija, † 29. januar 2015, otok Norfolk, Avstralija.
Colleen McCullough je bila avstralska pisateljica, znana po predvsem po romanih, kot sta Pesem ptic trnovk in Dame iz Missalonghija.

## Življenje
McCulloughova se je rodila leta 1937 v Wellingtonu v centralno zahodni regiji v Novem Južnem Walesu. Njen oče James je bil irskega rodu, mama Laurie pa je bila iz Nove Zelandije, delno maoriškega rodu. V času njenega otroštva se je družina veliko selila, v tem času pa je Colleen postala strastna bralka.
Družina se je sčasoma ustalila v Sydneyju, kjer je Colleen obiskovala kolidž Holy Cross v Woollahri. Močno se je zanimala tako za znanost kot tudi humanistiko.
Imela je mlajšega brata Carla, ki se je star 25 let utopil ob obali Krete, ko je skušal rešiti turiste v težavah. Na njem je zasnovala lik v romanu Pesem ptic trnovk, o njem pa je pisala tudi v delu Življenje brez dolgočasnih delcev (Life Without the Boring Bits).
Pred študijem se je McCulloughova preživljala kot učiteljica, knjižničarka in novinarka. V prvem letu študija medicine na Univerzi v Sydneyju je zbolela za dermatitisom zaradi kirurškega mila, zato so ji priporočili, naj opusti svoje sanje, da bi postala zdravnica. Namesto tega se je preusmerila v nevroznanost in delala v bolnišnici Royal North Shore v Sydneyju.
Leta 1963 se je za štiri leta preselila v Združeno kraljestvo. V londonski bolnišnici Great Ormond Street je spoznala predstojnika nevrološkega oddelka na Univerzi Yale, ki ji je ponudil službo zdravstvenega sodelavca. Deset let (od aprila 1967 do leta 1976) je raziskovala in poučevala na oddelku za nevrologijo na medicinski šoli Yale v New Havenu v Connecticutu v ZDA. V tem času je napisala prvi dve knjigi. Ena izmed njih, Pesem ptic trnovk, je postala mednarodna prodajna uspešnica in ena najbolj prodajanih knjig v zgodovini. Po vsem svetu so prodali več kot 30 milijonov izvodov, leta 1983 pa so po njej posneli eno najbolj gledanih televizijskih miniserij vseh časov.
Uspeh teh knjig ji je omogočil, da je opustila medicinsko-znanstveno kariero in skušala ''živeti pod svojimi pogoji.'' Konec sedemdesetih let se je po bivanju v Londonu in Connecticutu odločila za preselitev na otok Norfolk ob obali celinske Avstralije, kjer je spoznala moža Rica Robinsona. Poročila sta se aprila 1984. Moževo rojstno ime je bilo Cedric Newton Ion-Robinson. Pod tem imenom je bil član zakonodajne skupščine Norfolka. Leta 2002 je tudi formalno spremenil svoje ime v Ric Newton Ion Robinson.
Leta 2008 je njen roman Neodvisnost gospe Mary Bennet sprožil polemike zaradi predelave likov iz dela Jane Austen Prevzetnost in pristranost. Susannah Fullerton, predsednica avstralskega društva Jane Austen, je dejala, da se je med branjem romana zgrozila, saj je menila, da je bila Elizabeth Bennet prikazana kot prešibka oseba, gospod Darcy pa kot divjak. Zapisala je tudi: »[Elizabeth] je ena najmočnejših, najbolj živahnih junakinj v literaturi ... [in] Darcyjeva radodarnost in plemenit značaj sta lastnosti, zaradi česar se zaljubi vanj – zakaj bi se morale te bistvene lastnosti pri obeh spremeniti v 20-ih letih?«

## Smrt
McCulloughova je umrla 29. januarja 2015 stara 77 let v bolnišnici na otoku Norfolk zaradi končne ledvične odpovedi po nizu manjših kapi. Zadnja leta je imela vrsto težav z zdravjem, saj je zaradi hemoragične degeneracije rumene pege slabše videla, imela je osteoporozo, nevralgijo trigeminusa, sladkorno bolezen in raka maternice. Bila je priklenjena na invalidski voziček.
Pokopali so jo na tradicionalni pogrebni slovesnosti otoka Norfolk na tamkajšnjem pokopališču Emily Bay.

## Časti
Leta 1978 je prejela nagrado Ameriške akademije za dosežke zlata plošča. Leta 1984 je bil njen portret, ki ga je naslikal Wesley Walters, nominiran za nagrado Archibald. Ta se podeljuje za najboljši portret moškega ali ženske, ki se odlikuje umetnosti, znanosti ali politiki. Njeno poglobljeno raziskovanje zgodovine za romane o starem Rimu je pripeljalo do podelitve častnega doktorata s strani Univerze Macquarie leta 1993.
12. avgusta 2006 je bila odlikovana z Avstralskim redom zaradi svojega prispevka k umetnosti in tudi za delo v medicinski znanosti.

## Kontroverznost
V intervjuju za The Sydney Morning Herald novembra 2004 je McCulloughova poskrbela za razburjenje z izjavo, da bi morali moški na otoku Pitcairn, ki so bili obsojeni zaradi spolnih stikov z otroki, imeti dovoljenje, da sledijo svojim ''običajem'' in imajo spolne odnose z mladimi dekleti. Menila je namreč, da gre za avtohtone običaje prvih naseljencev otoka Pitcairn, ki so rasno unikatni in se ne bi smeli vtikati v njih. Dejala je tudi: »Tudi to je hinavsko. Ali kdo ugovarja, ko muslimani upoštevajo njihove običaje? Nihče se ne boji 50-ih Polinezijcev, zelo se pa boji milijona muslimanov.« Še nekaj let so se na to odzivali mnogi v časnikih, kot so Taipei Times, The Guardian in The Times.